# Wladimiro Panizza
Wladimiro Panizza, detto Miro (Fagnano Olona, 5 giugno 1945 – Cassano Magnago, 21 giugno 2002), è stato un ciclista su strada e ciclocrossista italiano.
Professionista dal 1967 al 1985, conta la vittoria di una Milano-Torino, due tappe al Giro d'Italia e una al Tour de France. Con diciotto partecipazioni, è il ciclista che ha preso più volte parte al Giro d'Italia, al pari di Domenico Pozzovivo.

## Carriera
Passato professionista nel 1967 in maglia Vittadello, vestì negli anni seguenti, tra le altre, le divise di Salvarani, Brooklyn e Scic.
Corridore dalle notevoli capacità, ebbe modo di misurarsi con moltissimi grandi campioni della sua epoca: Eddy Merckx, Jacques Anquetil, Felice Gimondi, Raymond Poulidor, Luis Ocaña, José Manuel Fuente, Roger de Vlaeminck, Joaquim Agostinho, Joop Zoetemelk, Lucien Van Impe, José Pesarrodona, Bernard Thévenet, Hennie Kuiper, Francesco Moser, Giuseppe Saronni, Bernard Hinault; a questa significativa presenza di atleti di spessore è dovuto il fatto che non riuscì mai ad affermarsi completamente sul panorama ciclistico internazionale.
Tra il 1979 e il 1982 fu gregario prima di Moser, alla Sanson, e poi di Saronni, alla Gis Gelati e alla Del Tongo. Scalatore puro, conseguì il suo migliore risultato classificandosi al secondo posto nel Giro d'Italia 1980, miglior risultato conseguito nelle sue diciotto partecipazioni alla "Corsa rosa" (nel 1967 e ininterrottamente dal 1969 al 1985).
Ritiratosi dalle corse nel 1985, fu direttore sportivo sempre in ambito ciclistico. A causa di problemi di natura cardiaca è morto nel 2002, a soli 57 anni.
Nel 2008 è uscito un libro a lui dedicato sul Giro del 1980 dal titolo Il sogno interrotto di Miro Panizza di Andrea Bacci, edito da Ediciclo.

## Palmarès

### Strada
- 1967 (Vittadelllo, una vittoria)

Gran Premio Montelupo
- 1970 (Salvarani, una vittoria)

Grand Prix de Monaco
- 1973 (G.B.C., tre vittorie)

4ª tappa, 2ª semitappa Volta Ciclista a Catalunya (Calonge > Sant Joan de les Abadesses)
Giro di Romagna
Giro della Provincia di Reggio Calabria
- 1974 (Brooklyn, una vittoria)

1ª tappa Tour de Romandie (Ginevra > Evolène)
- 1975 (Brooklyn, due vittorie)

17ª tappa, 2ª semitappa Giro d'Italia (Pontoglio > Monte Maddalena)
Milano-Torino
- 1976 (Scic, due vittorie)

15ª tappa Tour de France (Saint-Lary-Soulan > Pau)
1ª tappa Giro di Sardegna (Cassino > Sora)
- 1977 (Scic, una vittoria)

Classifica generale Grand Prix du Midi Libre
- 1978 (Vibor, una vittoria)

17ª tappa Giro d'Italia (Cavalese > Monte Bondone)
- 1979 (Sanson, una vittoria)

1ª tappa Tirreno-Adriatico (Santa Marinella > Fiuggi)
- 1980 (Gis Gelati, due vittorie)

1ª tappa Tour de Romandie (Ginevra > Delémont)
Trofeo dell'Etna
- 1981 (Gis Gelati, una vittoria)

Giro del Friuli
- 1982 (Del Tongo, una vittoria)

Trofeo dell'Etna

#### Altri successi
- 1967 (Vittadelllo)

Gran Premio Valsassina
Gran Premio Feg-Robbiano
- 1974 (Brooklyn)

Circuito di Roccastrada
- 1976 (Brooklyn)

Circuito di Tavarnelle Val di Pesa
- 1977 (Scic)

Ronde de Montauroux
Circuito di Colbordolo
- 1979 (Sanson)

Circuito di Laterina
- 1980 (Gis Gelati)

Visp-Graechen

### Ciclocross
- 1975

Campionati italiani
- 1976

Campionati italiani

## Piazzamenti

### Grandi Giri
- Giro d'Italia

1967: 22º
1969: 16º
1970: ritirato (3ª tappa)
1971: 9º
1972: 5º
1973: 6º
1974: 12º
1975: 6º
1976: 6º
1977: 5º
1978: 4º
1979: 13º
1980: 2º
1981: ritirato (18ª tappa)
1982: 20º
1983: 10º
1984: 11º
1985: 28º
- Tour de France

1969: 14º
1970: 18º
1974: 4º
1976: 13º

### Classiche monumento
- Milano-Sanremo

1967: 84º
1969: 49º
1970: 75º
1971: 34º
1972: 66º
1973: 45º
1974: 119º
1975: 56º
1976: 2º
1977: 98º
1978: 26º
1979: 64º
1980: 26º
1981: 55º
1982: 53º
1983: 70º
1984: 37º
1985: 77º
- Liegi-Bastogne-Liegi

1974: 4º
1975: 10º
1982: ritirato
- Giro di Lombardia

1967: 4º
1968: 27º
1972: 13º
1973: 13º
1974: 13º
1975: 8º
1976: 3º
1977: 5º
1978: 4º
1979: 25º
1980: 9º
1981: 20º
1983: 19º
1984: 13º

### Competizioni mondiali
- Campionati del mondo

Gap 1972 - In linea: 11º
Montréal 1974 - In linea: ritirato
Adenau 1978 - In linea: ritirato
Sallanches 1980 - In linea: 4º
Praga 1981 - In linea: 29º